# Бувињи Бојефл
Бувињи Бојефл (фр. Bouvigny-Boyeffles) насеље је и општина у североисточној Француској у региону Север-Па д Кале, у департману Па де Кале која припада префектури Ланс.
По подацима из 2011. године у општини је живело 2453 становника, а густина насељености је износила 270,45 становника/km². Општина се простире на површини од 9,07 km². Налази се на средњој надморској висини од 116 метара (максималној 192 m, а минималној 68 m).

## Демографија
| 1962. | 1968. | 1975. | 1982. | 1990. | 1999. | 2011. |
| ----- | ----- | ----- | ----- | ----- | ----- | ----- |
| 1.869 | 1.927 | 2.049 | 2.216 | 2.317 | 2.439 | 2.453 |

График промене броја становника у току последњих година